# Geishouse
Geishouse (en alsacià Gaishüse) és un municipi francès, situat a la regió del Gran Est, al departament de l'Alt Rin. L'any 2005 tenia 489 habitants.

## Demografia
| 1962 | 1968 | 1975 | 1982 | 1990 | 1999 |
| ---- | ---- | ---- | ---- | ---- | ---- |
| 323  | 402  | 352  | 376  | 423  | 472  |

## Administració
| Període   | Identitat       | Partit |
| --------- | --------------- | ------ |
| 2001-2008 | Yvette Ehlinger |        |
| 2008-     | Gilles Steger   |        |